# Pennsville
Pennsville és una concentració de població designada pel cens dels Estats Units a l'estat de Nova Jersey. Segons el cens del 2000 tenia 11.657 habitants.

## Demografia
Segons el cens del 2000, Pennsville tenia 11.657 habitants, 4.684 habitatges, i 3.292 famílies. La densitat de població era de 429,5 habitants/km².
Dels 4.684 habitatges en un 29,8% hi vivien nens de menys de 18 anys, en un 55,8% hi vivien parelles casades, en un 10,4% dones solteres, i en un 29,7% no eren unitats familiars. En el 25,4% dels habitatges hi vivien persones soles l'11,6% de les quals corresponia a persones de 65 anys o més que vivien soles. El nombre mitjà de persones vivint en cada habitatge era de 2,49 i el nombre mitjà de persones que vivien en cada família era de 2,98.
Per edats la població es repartia de la següent manera: un 23,3% tenia menys de 18 anys, un 7,9% entre 18 i 24, un 28,3% entre 25 i 44, un 25,3% de 45 a 60 i un 15,2% 65 anys o més.
L'edat mediana era de 39 anys. Per cada 100 dones de 18 o més anys hi havia 89,8 homes.
La renda mediana per habitatge era de 47.494 $ i la renda mediana per família de 57.290 $. Els homes tenien una renda mediana de 46.157 $ mentre que les dones 29.818 $. La renda per capita de la població era de 22.522 $. Aproximadament el 3,4% de les famílies i el 5,1% de la població estaven per davall del llindar de pobresa.